# Cộng hòa Xã hội chủ nghĩa Xô viết Abkhazia
Cộng hòa Xã hội Chủ nghĩa Xô viết Abkhazia (tiếng Nga: Социалистическая Советская Республика Абхазия) là một cộng hòa Xô viết tồn tại trong một thời gian ngắn tại Abkhazia từ ngày 31 tháng 3 năm 1921 tới ngày 19 tháng 2 năm 1931.

## Thành lập
Abkhazia trước đó là một tỉnh tự trị của Cộng hòa Nhân dân Gruzia, đất nước này nằm dưới quyền kiểm soát của Xô viết sau khi bị Hồng quân Xô viết Nga tiến công vào tháng 2-3 năm 1921. Vào ngày 4 tháng 3 năm 1921, Hồng quân liên kết với du kích cách mạng địa phương đã kiểm soát thủ phủ Sukhumi của Abkhazia và một chính phủ Xô viết lâm thời-Ủy ban Cách mạng Abkhazia (Revkom) được thành lập. Vào ngày 31 tháng 3 năm 1921, một hội nghị bí mật đặc biệt gồm Sergo Orjonikidze, Shalva Eliava, Efrem Eshba và Nestor Lakoba đã tuyên bố thành lập CHXHCNXV Abkhazia, nhưng vấn đề tổ chức của nước cộng hòa với Gruzia và Nga vẫn còn để ngỏ. Ngày 21 tháng 5 năm 1921, Revkom Gruzia đã hoan nghênh việc hình thành "Cộng hòa Xã hội chủ nghĩa Xô viết độc lập Abkhazia" và nói rằng mối quan hệ của hai cộng hòa sẽ được giải quyết bởi Đại hội Lao động đầu tiên của hai bên.
Kết quả, vào ngày 16 tháng 12 năm 1921, Abkhazia đã ký kết một hiệp ước liên minh đặc biệt ủy thác một số quyền chủ quyền của mình cho CHXHCNXV Gruzia. Hiệp ước định nghĩa tình trạng của Abkhazia là một "cộng hòa khế ước" (tiếng Nga: договорная Республика) và thành lập một liên minh quân đội, chính quyền và tài chính giữa hai cộng hòa Xô viết, CHXHCNXV Abkhazia có địa vị thấp hơn CHXHCNXV Gruzia trong một số lĩnh vực này. Theo cách đó, thông qua CHXHCNXV Gruzia, Abkhazia đã gia nhập CHXHCN Liên bang Ngoại Kavkaz vào ngày 12 tháng 3 năm 1922 và Liên bang Xô viết vào ngày 30 tháng 12 năm 1922
Tình trạng không rõ ràng "cộng hòa khế ước" đã được viết vào Hiến pháp ngày 1 tháng 4 năm 1925 của cộng hòa: "CHXHCNXV Abkhazia, liên hiệp với CHXHCNXV Gruzia dựa trên cơ sở một hiệp định đặc biệt của liên hiệp" và thông qua đó là một phần của CHXHCNXV Ngoại Kavkaz và Liên Xô. Tuy nhiên, Hiến pháp Xô viết năm 1924 đề cập Abkhazia là một cộng hòa tự trị.
Vào ngày 19 tháng 2 năm 1931, tình trạng cộng hòa của Abkhazia đã bị Stalin bãi bỏ, thay vào đó là một CHXHCNXV Tự trị bên trong CHXHCNXV Gruzia, đây được coi là hành động trừng phạt ban lãnh đạo cộng sản Abkhazia do Nestor Lakoba đứng đầu do họ đã không khắc phục được sự chống đối của nông dân đối với công cuộc tập thể hóa.